# Kazuo Chiba
Kazuo Chiba (千葉和雄) (poznat i kao K.T. Chiba; 5. veljače 1940. – 5. lipnja 2015.), japanski majstor borilačkih vještina. Izravni je učenik Moriheija i Kisshomarua Ueshibe.  Nositelj je 8. Dana u aikidu. 

## Životopis
Kazuo Chiba je vježbao judo od svoje 14 godine. Sa 16 godina je počeo vježbati Shotokan karate. Kao tinejdžer od 18 godina tražio je više, a upravo ga je slika O-Senseija u knjizi natjerala da dođe u Hombu dojo kao uchi-deshi. Za sedam godina boravka u Hombu dojou Kazuo Chiba je postao pomoćnik Moriheiju Ueshibi tijekom putovanja po svijetu.
Godine 1966. Chiba se preselio u Ujedinjeno kraljevstvo, kako bi u toj zemlji udario temelje aikida. U toj zemlji je proveo deset godina, a iz nje je promovirao aikido u europskim zemljama.
Godine 1975. vraća se u Japan, kako bi naučio Muso Shinden-Ryu iaido pod nadzorom Mitsuzuki Takeshija. Neko vrijeme je živio u Ijikukai dojou gdje je vježbao Zen, Misogi, te dobio svoje zen-budističko ime Taiwa koje prvo stoji u T.K. Chiba.
Svo to stečeno iskustvo primijenio je kad se 1981. godine preselio u San Diego. Tu je osnovao organizaciju Birankai aikido koju je službeno priznala Aikikai zaklada. Razvio je vlastiti stil i sustav učenja s oružjem koje se danas koristi i izvan krugova Birankaija. Narednih 27 godina Chiba je proveo podučavajući, razvijajući, te šireći aikido sve do umirovljenja 2008. godine.
Umro je 5. lipnja 2015. godine.

## Vanjske povezice
- Kazuo Chiba  Arhivirana inačica izvorne stranice od 21. rujna 2020. (Wayback Machine)